# 积石州
积石州，金朝时设置的州。
大定二十二年（1182年）升积石军置，治所在今青海省循化撒拉族自治县（积石镇）。属熙秦路（后改临洮路）。辖境相当今青海省循化撒拉族自治县、甘肃省夏河县一带。元属土蕃宣慰司。明洪武四年（1371年）改置积石州千户所。 